# Deutscher Verband der Gebrauchshundsportvereine

Erweitertes Logo

Der Deutsche Verband der Gebrauchshundsportvereine e. V. (DVG) wurde am 8. November 1947 als Nachfolgeorganisation des 1902 entstandenen ersten Polizeihundevereins, des PHV (Verein zur Förderung und Zucht von Polizeihunden), gegründet. Er hat 800 Mitgliedsvereine mit mehr als 40000 Mitgliedern in Deutschland und Nordamerika. Sitz des Vereins ist Hemer.
Der DVG war bis zum 31. Dezember 2012 Mitglied im Deutschen Hundesportverband (dhv) und ist seit 1. Januar 2013 direktes Mitglied im Verband für das Deutsche Hundewesen. Außerdem ist der DVG Mitglied in der Internationalen Rettungshunde Organisation.

## Landesverbände
Der DVG ist untergliedert in 17 Landesverbände (LV):
- LV Baden-Württemberg
- LV Berlin/Brandenburg
- LV Hamburg
- LV Niedersachsen
- LV Nord-Rheinland
- LV Ravensberg-Lippe
- LV Saarland
- LV Schleswig-Holstein
- LV Weser-Ems
- LV Westfalen
- LV Amerika
- LV Mecklenburg-Vorpommern
- LV Sachsen-Thüringen[4]
- LV Sachsen-Anhalt
- LV Hessen/Rheinland-Pfalz
- LV Bayern
- LV Niederrhein